# Sugiono (Politiker, 1979)

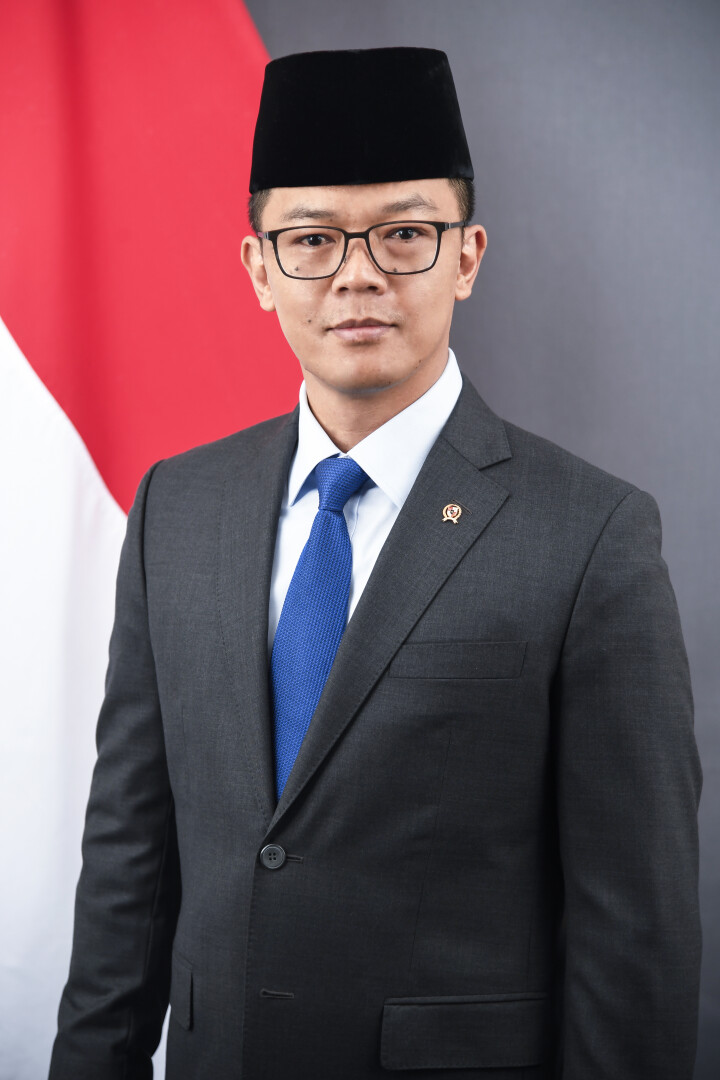
Sugiono (2024)

Sugiono (* 11. Februar 1979 in Takengon, Aceh) ist ein indonesischer Politiker, der seit Oktober 2024 das Amt des Außenministers von Indonesien bekleidet. Er gilt als enger Verbündeter von Präsident Prabowo Subianto.

## Laufbahn
Sugiono stammt aus Aceh, besuchte die elitäre Taruna Nusantara High School in Java und studierte an der Norwich University in den Vereinigten Staaten, wo er einen Bachelor-Abschluss in Informatik erwarb. Später erwarb er weitere Abschlüsse in Wirtschaft und Management an der Universität Konstanz in Deutschland.
Nach Abschluss seines Studiums diente Sugiono von 2002 bis 2004 in der indonesischen Armee, wo er den Rang eines Oberleutnants in der Infanterieeinheit erreichte. Danach arbeitete er als persönlicher Sekretär von Prabowo Subianto, der als sein Mentor fungierte. Als Prabowo 2008 die Gründung der Partei Gerindra verkündete, wurde Sugiono eines der ersten Mitglieder, was den Beginn seiner politischen Karriere markierte.
Für Gerindra wurde Sugiono 2019 für den Wahlkreis Zentraljava I in den Volksvertretungsrat gewählt, dem Unterhaus im politischen System Indonesiens. Hier wurde er der stellvertretende Vorsitzende der First Commission, einer einflussreichen Kommission, die für auswärtige Politik, Verteidigung und Sicherheit zuständig ist. 2020 wurde er stellvertretender Parteivorsitzender von Gerindra.
Nach dem Sieg von Prabowo Subianto bei den Präsidentschaftswahl in Indonesien 2024 ernannte der neue Präsident Subianto Sugiono am 20. Oktober 2024 zum Außenminister. Er folgte damit auf Retno Marsudi. Seine erste Auslandsreise in dieser Funktion führte ihn nach Kasan, Russland, wo er das 16. Gipfeltreffen der BRICS-Staaten besuchte.